# دير الأربعين
دير الأربعين أو مشهد الأربعين هو مبنى مدمر يقع على بعد حوالي 300 متر غربي البلدة القديمة في مدينة الخليل في فلسطين، ويعتبر من أبرز المعالم الأثرية في منطقة تل الرميدة الواقعة في مدينة الخليل في الضفة الغربية المحتلة من فلسطين.
وصف صندوق استكشاف فلسطين دير الأربعين خلال المسح الجغرافي لفلسطين الذي أجراه الصندوق في الفترة ما بين عامي 1872-1880، كما وصفه الجغرافي أندرياس إيفاريستوس مادير في عام 1911. ويحتوي أحد أركان مبنى الدير على ما يُعتقد أنه قبر يسى وراعوث.

## الوصف

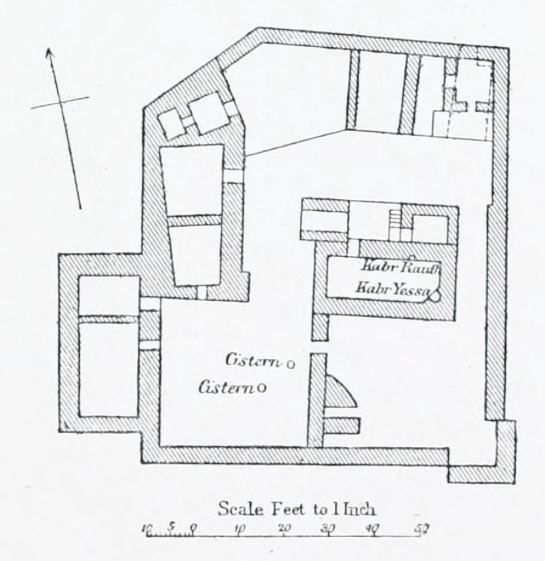
رسم تخطيطي لدير الأربعين نُشر ضمن نتائج المسح الجغرافي لفلسطين.

يحتوي موقع دير الأربعين على بقايا مباني مدمرة مُحاطة بجدار رباعي الزوايا يضم بداخله هيكل مركزي الدير إلى جانب عدة غرف مقببة تُشكل مع بعضها البعض كنيسة صغيرة واحدة ذات حنية نصف دائرية. تبلغ أبعاد الهيكل المركزي 5.5×10 مترًا، أما الجدار رباعي الزوايا المُحيط بالهيكل وبالغرف المقببة فأبعاده حوالي 25×30 مترًا.
يُطل مبنى دير الأربعين على ما كان يُعرف قديمًا باسم "عين خبرة"، والتي أعيدت تسميتها فيما بعد لتُصبح "عين الجديدة".
وصف المسح الجغرافي لفلسطين الآثار الموجودة في موقع دير الأربعين على النحو التالي: 
يبدو أن المبنى عبارة عن عمل معماري عربي حديث بُني على أساسات قديمة حيث تقع عدة أعمدة في وسط الأنقاض، والأقبية المتبقية لها أسقف متعرجة وبداخلها نفق، وذات أقواس مدببة. هُناك ثلاثة أقبية متوازية ولها منحدر خارجي مائل تقع أسفل التل في جهة الشمال الشرقي من الدير، ويصل ارتفاعها إلى 109 قدمًا إلا أن الأطراف الشرقية منها مدمرة. يبلغ ارتفاع مبنى دير الأربعين حوالي 60 قدمًا مربعًا من الخارج، بينما يصل ارتفاع الجدران حوال 9 أقدام وبسمك قدم واحد. تتميز الأقبية بأسقف خشبية، تُشبه في بناءها حجارة الدير التي تبدو مربعة بشكل صارم وتبلغ أبعادها 2 قدم عرض و1 قدم ارتفاع، أو 10 بوصات في 13 بوصة. ويبلغ أبعاد أقبية السقاواتي 8 أقدام في 4 أقدام ويبلغ ارتفاعها حوالي 32 قدمًا.

## التاريخ
كان مجير الدين من أوائل المؤرخين الذين وصفوا دير الأربعين في كتابه الذي حمل اسم "تاريخ القدس والخليل" في حوالي عام 1495، حيث وصفه باعتباره موقع حج يزوره المسلمون الأتقياء كزيارة الأضرحة ومقامات الصالحين. وقد سُمّي هذا الموقع باسم دير الأربعين في القرن التاسع عشر تقريبًا، كما أطلق عليه في بعض الأحيان مشهد الأربعين، ووفقًا لرواية المؤرخ الإسرائيلي موشي شارون، فإن كلا الاسمين، مشهد الأربعين ودير الأربعين، يعكسان الاسم القديم لمدينة الخليل والتي كان يُطلق عليها قديمًا باللغة العبرية اسم "كيريات أربع"، وبالتالي فإن الاسمين لا يشيرا إلى أن هُناك أربعين شهيدًا دفنوا في ذلك الموقع.
وصف المؤرخ الفرنسيسكاني خوان بيريرا بعد ذلك دير الأربعين قرابة عام 1553، وكان معروفًا في التقليد المسيحي في ذلك الوقت باسم كنيسة الأربعين شهيد، ثُم تحولت الكنيسة بعد ذلك إلى مسجد، ويُقال في بعض الروايات أن هذا الموقع ارتبط قديمًا بحادثة قتل قابيل لهابيل. ومع ذلك فليس هُناك دليل على صدق هذه الروايات كما لا يوجد دليل على أنّ المسيحيين قد استخدموا هذا المبنى ككنيسة أو دير في فترة العصور الوسطى.
وصف المُستشرق الإيطالي فرانشيسكو كواريسمي في أوائل القرن السابع عشر بقايا مباني دير الأربعين بأنها مذبح الكنيسة السابقة، بعدما لاحظ أن الأتراك والشرقيين بشكل عام يحتفظون بهذا الجزء من البناء بالتحديد. وفي عام 1837 وصف الفيلسوف الألماني جوثيلف هاينرش فون شوبرت مباني دير الأربعين. كما زار كل من المؤرخ الأمريكي جورج روزين والكاهن الإنجليزي آرثر بنرين ستانلي الموقع أثناء رحلتهما إلى فلسطين مع أمير ويلز في منتصف القرن التاسع عشر، فذكر جورج روزن في كتاباته أن الاعتقاد القائل بأن القبر الموجود في مبنى دير الأربعين هو مقبرة جيسي اعتقاد واهِ جدًا حيث لا يبدو أن القبر يحظى باحترام اليهود من أهل مدينة الخليل، مشيرًا إلى أن الرحالة لوران دارفيو وصفها في القرن السابع عشر بأنها قبر كالب بن يوفنا أحد أصحاب النبي موسى. كما ذكر روزين أن القبر.

## قبر جيسي وروث
يعتقد المؤرخ الإسرائيلي موشى شارون أن مزاعم وجود قبر يسى وراعوث في أحد أركان مبنى دير الأربعين قد ظهرت في عصور متأخرة إلى حد ما حيث لم يذكرها الكاتب العرب مجير الدين في العصور الوسطى. وذكر الحاخام جاكوب رسول يحيئيل باريس في الفترة ما بين عامي 1238-1244 أن يسى والد النبي داود دُفن في كهف في هذه التلال الواقعة في مدينة الخليل. بينما ذكر الرحالة اليهودي الإيطالي الحاخام مشولام من فولتيرا أن قبر يسى الذي زاره في عام 1481 كان يقع على بعد 10 أميال من مدينة الخليل. وفي الفترة ما بين عامي 1522-1523 زار الحاخام موسى بن مردخاي باسولا موقع دير الأربعين، وذكر فقط أن يسى قد دفن في كهف يتصل عن طريق نفق بكهف البطاركة وفقُا للفولكلور المحلي. بينما لم يُشار إلى قبر راعوث سوى في بداية القرن التاسع عشر.

## أقبية السقاواتي
تحتوي أقبية السقاواتي على قبر آخر يحمل نقش سيد العلم العراف المحقق محمد بن عبد الله الحسني بتاريخ 27 رجب 652 هـ (الموافق لعام 1254م). لاحظ المسح الجغرافي لفلسطين الذي أجري في عام 1874 أن المصباح الموجود فوق القبر قد احترق، وكان معروفًا عند السكان المحليين بقبر الشيخ المجاهد أو أبو السقاواتي.